# Épidémie de choléra en Haïti
Peu après le séisme de 2010 en Haïti, une épidémie de choléra en Haïti importée par des casques bleus népalais s'est déclarée en Haïti alors qu'aucun cas n'y avait été détecté depuis plus d'un siècle. 
En août 2016, l'Organisation mondiale de la santé (OMS) estime que cette épidémie de choléra a causé 10 000 morts pour plus de 800 000 cas majoritairement recensés en Haïti et en République dominicaine, mais aussi à Cuba et au Mexique. C'est l'une des plus importantes épidémies de choléra depuis le début du XXe siècle, avec celle qui frappe le Yémen depuis 2016.
Après avoir été déclaré éliminé d'Haïti en février 2022 (dernier cas recensé en janvier 2019), le choléra réapparait en septembre 2022.

## Origine de l'épidémie
Le 22 octobre 2010, soit neuf mois après le séisme, le président haïtien René Préval annonce que la grave épidémie de diarrhée qui sévit dans la région de l'Artibonite est causée par le choléra. Aucun cas n'avait été diagnostiqué dans le pays depuis plus d'un siècle.
En novembre 2010, des incidents éclatent entre une partie de la population et les casques bleus de la Minustah. Les manifestants accusent ces derniers de mal gérer l'épidémie et de la répandre dans le pays. Un nouveau contingent de casques bleus, originaires du Népal, est en effet arrivé en Haïti quatre jours avant l'apparition des premiers cas, survenus à proximité de leur camp.  
À partir de 2011, plusieurs études appuient la thèse d'une importation du choléra sur l'île par le contingent des casques bleus népalais, porteurs sains de la maladie,. Ces études sont génomiques (identité du vibrion en Haïti avec celui d'une épidémie en cours au Népal), ou épidémiologiques (modèle compatible avec le camp militaire comme source originelle).   
Les soldats avaient eu une visite d’aptitude dans leur pays, mais sans recherche d'éventuels germes du choléra, malgré l'épidémie népalaise de l'époque. On ne sait pas ce qui s’est passé exactement dans leur camp en Haïti, mais il s'avère que les latrines se déversaient directement dans une petite rivière qui alimentait le fleuve Artibonite. Soit il s'agit d'individus asymptomatiques contaminant à leur insu, soit l'épidémie a débuté dans le camp lui-même, et auquel cas, le déversement est une faute grave.   
Cette contamination massive des eaux explique le caractère explosif de l’épidémie dans un territoire désorganisé : installations sanitaires inexistantes ou défaillantes, déplacement incessant des populations (1,5 million de sans-abris) dans un contexte de séisme et de pluies diluviennes.

## Polémiques
L'infectiologue marseillais Renaud Piarroux envoyé sur place fait un rapport Comprendre l’épidémie de choléra en Haïti qui est remis aux autorités françaises et haïtiennes le 30 novembre 2010 et publié dans la revue scientifique du Centre pour le contrôle et la prévention des maladies (CDC) d’Atlanta.
Malgré cette étude, l'Organisation des Nations unies a pendant longtemps nié être impliquée dans la propagation de cette épidémie,. 
Le débat porte aussi sur la nécessité même de rechercher une responsabilité humaine à l'épidémie, si cela aide ou pas la lutte contre l'épidémie,. 

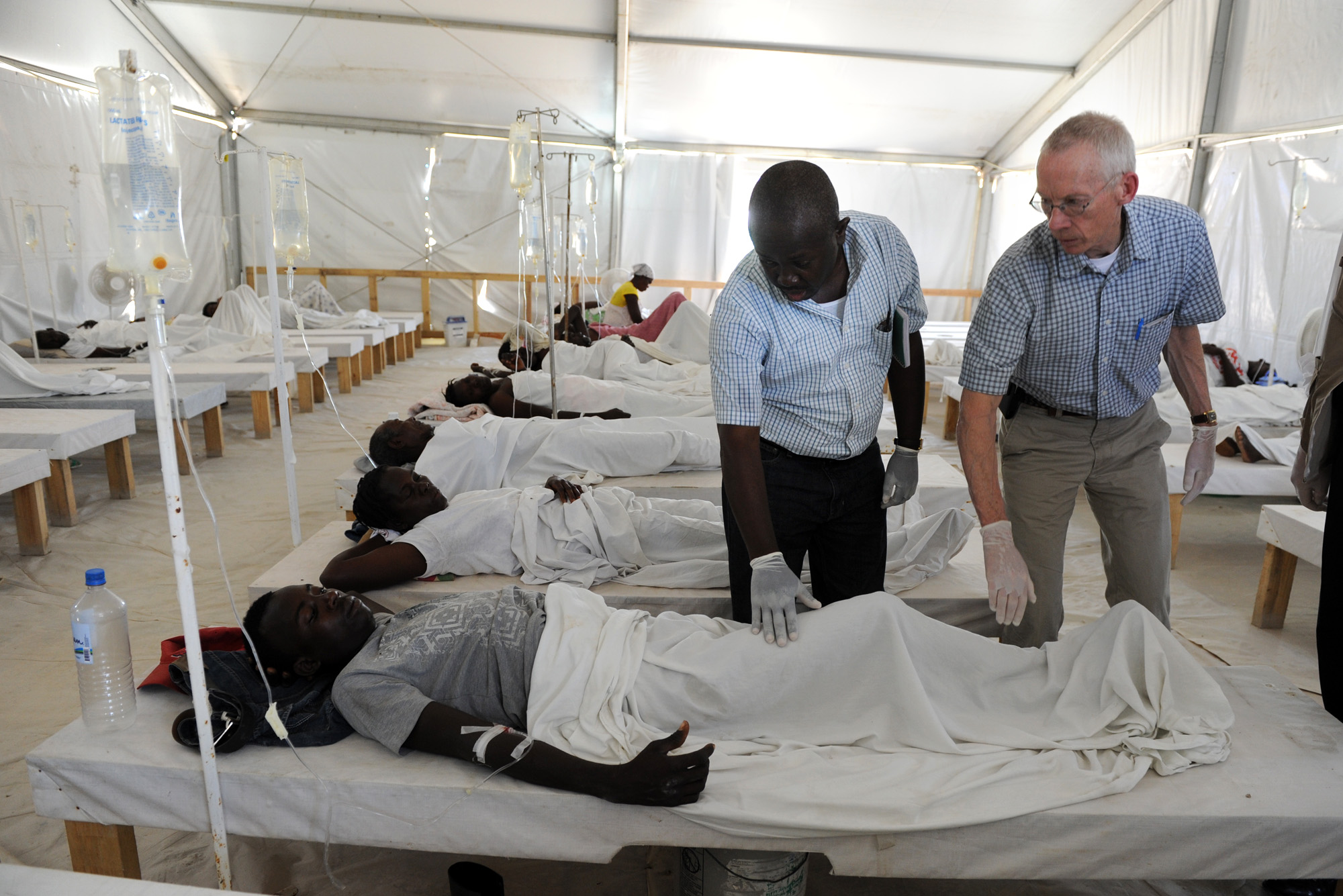
Camp de traitement du choléra, Mirebalais (Haïti), 26 janvier 2011.

Des scientifiques de l'Université du Maryland, dont Rita Colwell, développent une théorie alternative à la responsabilité de l'ONU,,. La réapparition après un siècle du choléra haïtien serait analogue à celle du choléra péruvien de 1991. Il serait lié à la présence endémique, « dormante », des vibrions dans l'estuaire des fleuves, réactivés par les effets conjugués du réchauffement climatique, de la modification de la composition des eaux fluviales liées au tremblement de terre et à la saison des pluies. À partir de là, le phénomène a été amplifié par la situation sanitaire déplorable du pays (manque d'infrastructure et de gestion de l'eau, péril fécal…).
Cette thèse induit aussi une forme de fatalisme : vu l'état du pays, l'élimination du choléra en Haïti n'est guère possible, ou au mieux sera très longue et en fonction du niveau de développement d'Haïti. La critique décisive de la position onusienne survient finalement de l'intérieur même de l'ONU, par le rapporteur spécial Philip Alston qui désavoue la thèse climatique ou purement environnementale.
En 2016, la survenue de l'ouragan Matthew réactive l'aide humanitaire en Haïti. Pour obtenir des fonds, l'ONU reconnait partiellement sa responsabilité, donnant ainsi une visibilité politique accrue du choléra en Haïti. Le 18 août 2016, le porte-parole adjoint de l'Onu, Farhan Haq, déclare : « Au cours de l’année écoulée, l’ONU a acquis la conviction qu’il est nécessaire de faire beaucoup plus en ce qui concerne sa propre implication dans le foyer initial et les souffrances des personnes touchées par le choléra. »
Le 1er décembre 2016, le secrétaire général de l'ONU Ban Ki-moon devant l'assemblée générale de l'ONU prononce un discours où il reconnait officiellement le rôle qu'ont joué les Nations unies dans l'épidémie de choléra qui ravage le pays : « Nous n'avons tout simplement pas fait assez concernant l'épidémie de choléra et sa propagation. […] Nous sommes profondément désolés pour notre rôle. » Pour la première fois, il présente les excuses de l'organisation : « Au nom des Nations unies, je vais vous le dire très clairement : nous nous excusons auprès du peuple haïtien. »

## Développement de l'épidémie
L'épidémie s'est déclarée au nord de la capitale Port-au-Prince, sur les rives de la rivière Meye, à proximité de Mirebalais. Après trois semaines d'épidémie, la situation, déjà très préoccupante, se complique à cause du passage de l'ouragan Tomas. 

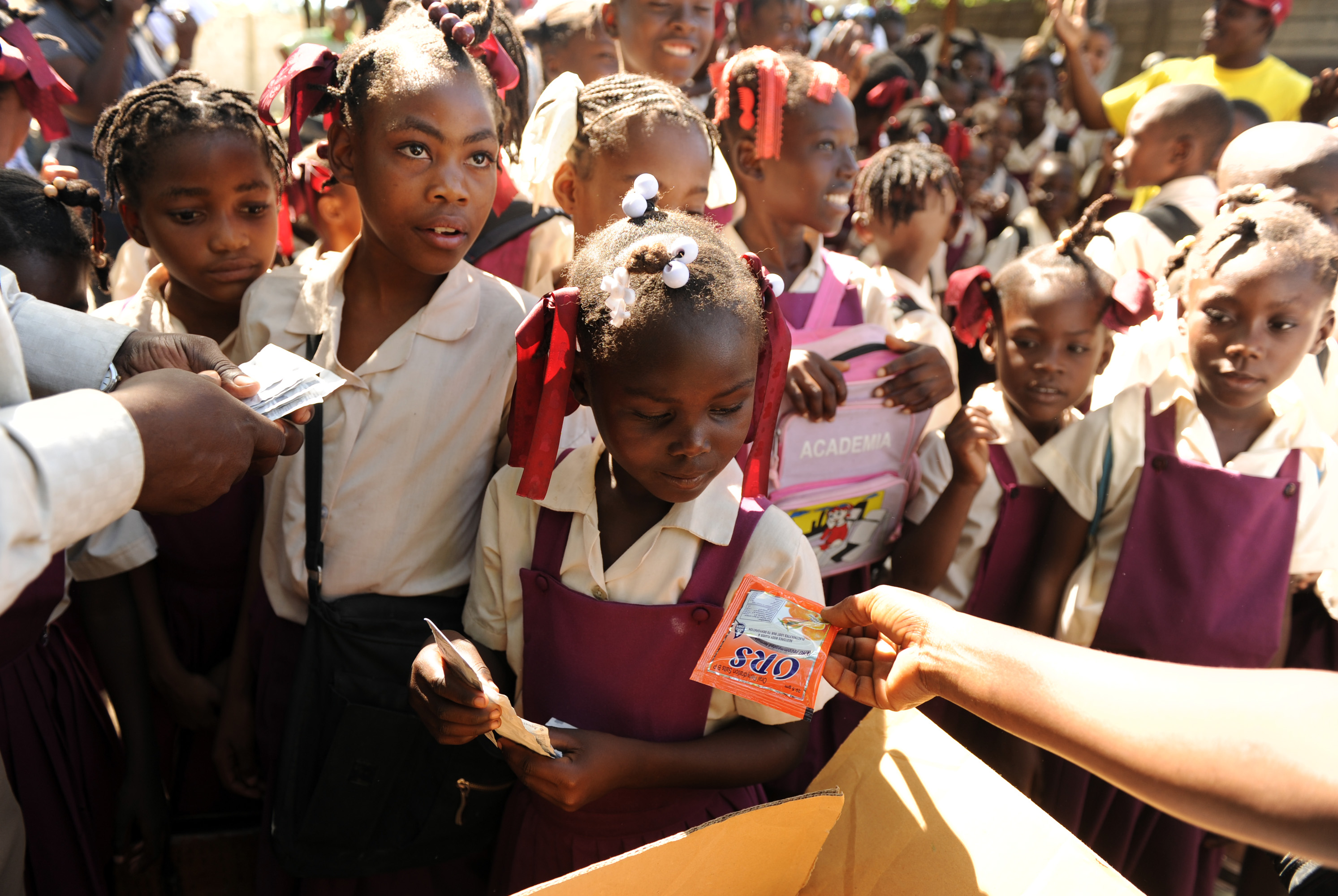
Des écolières de Mirebalais, en janvier 2011, reçoivent des sachets de sels de réhydratation à prendre en cas de diarrhées.

En octobre 2010, le Vibrio cholerae sérogroupe O1 serotype Ogawa est mis en évidence. L'enquête épidémiologique de ces premiers cas révèle que plus des 2⁄3 des patients résident ou travaillent dans des rizières sur les berges du fleuve Artibonite, qu'ils en boivent l'eau sans chloration, et défèquent en plein champ. En quelques semaines, tous les départements d'Haïti sont touchés. Au 3 décembre 2010, on compte 91 000 cas de choléra dont 2 071 décès, soit un taux de létalité de 2 à 3 %. 
« Entre 2010 et 2012, il y a eu plus de cas en Haïti que dans l’Afrique tout entière » souligne l’épidémiologiste Renaud Piarroux.  En 2013, l'épidémie touche aussi Cuba et le Mexique. En 2014, l'épidémie en Haïti et République dominicaine est considérée comme la plus grave épidémie de choléra depuis le début du XXe siècle.  
À la date d'août 2016, l'épidémie a causé au total près de 10 000 décès pour plus de 800 000 cas majoritairement recensés en Haïti et en République dominicaine.  En octobre 2016, les dégâts occasionnés par le passage de l'ouragan Matthew entraînent une recrudescence du nombre de cas constatés, notamment à Jérémie.
Pour l'année 2016, on compte au total 41 421 cas. Cependant, l'augmentation du budget permet de mener la lutte contre le choléra, de façon plus volontariste. 
En 2017, le nombre des cas chute à 13 681, et à 3 777 en 2018, et zéro cas en septembre 2019 depuis le début de l'année. Les actions sur le terrain consistent à « répondre à chaque cas suspect, éduquer la population, distribuer du savon et des comprimés de chlore dans les zones touchées, traiter les sujets vivant au contact des patients et neutraliser les sources de contamination éventuelles chaque fois que possible ». 
Selon l'épidémiologiste Renaud Piarroux, le choléra 2010 en Haïti aurait déjà disparu en 2019, bien que des réintroductions soit toujours possibles. Selon l'OMS, les critères d'élimination sont de trois ans pour maintenir les actions de lutte et limiter les risques de réémergence. 

## Conséquences politiques
En 2013, une statue en fibre de verre et en fer « Le Résistant » créée par le jeune sculpteur Josué Blanchard, est installée à Port-Salut, ville de la côte sud . Elle montre un homme debout, point gauche vers le ciel, main droite tenant un mât planté dans un Casque bleu estampillé « Minustah-Choléra » posé sur des crânes.

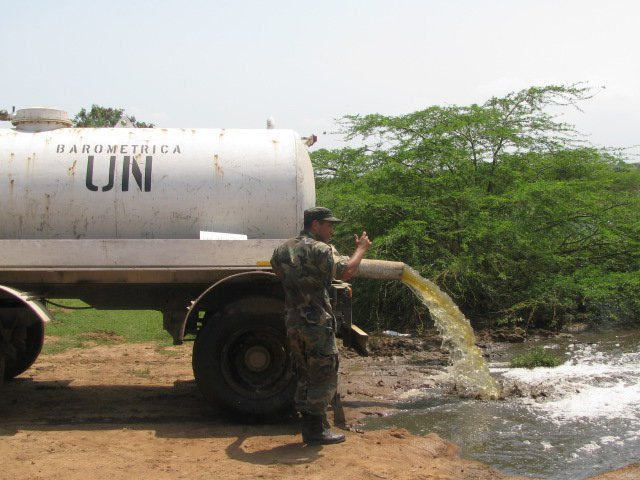
Déversement d'eaux usées d'un camp militaire de l'ONU dans un lac près de Port au Prince, en décembre 2011.

Avant de reconnaitre publiquement sa responsabilité, l'ONU a modifié les procédures de déploiement de ses forces militaires dans des pays à risque : antibiothérapie prophylactique et vaccination obligatoire des casques bleus contre le choléra, aménagement et contrôle des eaux usées des camps militaires, mise en place de stations d'épuration autonomes, nomination d'un officier de santé responsable de la police sanitaire et environnementale.
L'épidémie de choléra en Haïti a terni la réputation de l'ONU, en portant atteinte à sa crédibilité. De façon indirecte, elle entache aussi d'autres agences nationales ou internationales comme les CDC ou l'OMS, dont des responsables auraient choisi de ne pas enquêter sur le sujet.
En 2017, un programme d'assistance et de réparations incluant des consultations de la population concernée est en discussion. À plus long terme, la capacité d'Haïti à éviter les épidémies de choléra repose aussi sur le développement de ses infrastructures sanitaires.

## Réapparition en 2022
En octobre 2022, le ministère de la Santé d'Haïti signale une résurgence épidémique de choléra à Port-au-Prince, quelque dix mois après l'annonce officielle de l'élimination du choléra en Haïti (dernier cas recensé en janvier 2019). Fin novembre 2022 près de 12 000 cas suspects sont signalés, avec plus d'un millier de cas confirmés par culture.
Cette résurgence épidémique touche surtout les enfants (l'âge médian des malades est de 12 ans alors qu'il était de 24 ans lors de l'épidémie de 2010). Les enfants touchés sont les enfants malnutris en situation de pauvreté et d'hygiène précaire avec manque d'eau potable. Ceci dans un contexte de crise environnementale et sociale : pluies diluviennes avec inondations et contamination des eaux potables par des eaux usées, pénurie énergétique et des moyens de transports, contrôle des bas-quartiers par des bandes armées, fermeture d'hôpitaux,…
Les analyses génétiques des souches en cause montrent qu'il s'agit d'un Vibrio cholerae de sérogroupe O1 (biotype El Tor)  similaire aux souches de l'épidémie de 2010 (souches du Bangladesh et du Népal), ceci après un silence épidémique de près de trois ans malgré une surveillance continue. Trois types d'hypothèses, non exclusives, sont avancées pour expliquer cette résurgence, :
- baisse de l'immunité collective (population infantile non exposée à la bactérie ou non vaccinée contre le choléra) dans un contexte critique d'hygiène sanitaire et de l'eau ;
- persistance du vibrion cholérique dans un réservoir humain subclinique (infections inapparentes) ou dans l'environnement ;
- réintroduction du vibrion en Haïti à partir d'un pays proche, cette hypothèse est la moins probable car non confirmée par des études cliniques ou génétiques.